# Rusland op de Olympische Winterspelen 2002
Tijdens de Olympische Winterspelen van 2002, die in Salt Lake City (Verenigde Staten) werden gehouden, nam de Rusland voor de derde keer deel.

## Medailleoverzicht
| Sport       | Olympiër                                                           | Discipline                       | Medaille |
| ----------- | ------------------------------------------------------------------ | -------------------------------- | -------- |
| Biatlon     | Olga Pyljova                                                       | 10 km achtervolging (v)          | Goud     |
| Kunstrijden | Aleksej Jagoedin                                                   | mannen                           | Goud     |
| Kunstrijden | Jelena Berezjnaja Anton Sicharoelidze                              | paarrijden                       | Goud     |
| Langlaufen  | Michail Ivanov                                                     | 50 km klassiek (m)               | Goud     |
| Langlaufen  | Joelija Tsjepalova                                                 | sprint (v)                       | Goud     |
| Kunstrijden | Jevgeni Pljoesjtsjenko                                             | mannen                           | Zilver   |
| Kunstrijden | Irina Sloetskaja                                                   | vrouwen                          | Zilver   |
| Kunstrijden | Irina Lobatsjeva Ilja Averboech                                    | ijsdansen                        | Zilver   |
| Langlaufen  | Joelija Tsjepalova                                                 | 10 km klassiek (v)               | Zilver   |
| Biatlon     | Viktor Majgoerov                                                   | 20 km (m)                        | Brons    |
| Biatlon     | Olga Pyljova Galina Koekleva Svetlana Isjmoeratova Albina Achatova | 4x7,5 km estafette (v)           | Brons    |
| Langlaufen  | Joelija Tsjepalova                                                 | 15 km vrije stijl massastart (v) | Brons    |
| IJshockey   | Olympisch team                                                     | mannen                           | Brons    |

## Deelnemers en resultaten
(m) = mannen, (v) = vrouwen 

### Alpineskiën
| Olympiër           | Discipline       | Resultaat | Prestatie                                                        |
| ------------------ | ---------------- | --------- | ---------------------------------------------------------------- |
| Andrej Filitsjkin  | afdaling (m)     | 41e       | 1.43,73 (+4,60)                                                  |
| Andrej Filitsjkin  | super g (m)      | dnf       | opgave                                                           |
| Andrej Filitsjkin  | reuzenslalom (m) | dnf-2     | opgave run 2 — 1.15,74+dnf                                       |
| Andrej Filitsjkin  | combinatie (m)   | 14e       | 3.28,14 (+10,58) afdaling: 1.43,04 slalom: 1.45,10 — 50,19+54,91 |
| Maksim Kedrin      | afdaling (m)     | 36e       | 1.43,04 (+3,91)                                                  |
| Maksim Kedrin      | combinatie (m)   | dns-s1    | niet gestart slalom run 1 afdaling: 1.42,81                      |
| Sergej Komarov     | afdaling (m)     | 44e       | 1.45,25 (+6,12)                                                  |
| Sergej Komarov     | super g (m)      | dnf       | opgave                                                           |
| Sergej Komarov     | reuzenslalom (m) | 40e       | 2.33,56 (+10,28) — 1.17,78+1.15,78                               |
| Sergej Komarov     | combinatie (m)   | 22e       | 3.32,03 (+14,47) afdaling: 1.43,47 slalom: 1.48,56 — 51,66+56,90 |
| Pavel Sjestakov    | afdaling (m)     | 43e       | 1.44,35 (+5,22)                                                  |
| Pavel Sjestakov    | super g (m)      | 23e       | 1.25,16 (+3,58)                                                  |
| Pavel Sjestakov    | reuzenslalom (m) | 32e       | 2.29,97 (+6,69) — 1.15,80+1.14,17                                |
| Pavel Sjestakov    | combinatie (m)   | 18e       | 3.30,18 (+12,62) afdaling: 1.41,45 slalom: 1.48,73 — 52,54+56,19 |
| Varvara Zelenskaja | afdaling (v)     | 21e       | 1.42,43 (+2,87)                                                  |
| Varvara Zelenskaja | super g (v)      | 26e       | 1.16,62 (+3,03)                                                  |

### Biatlon
| Olympiër                                                                | Discipline                | Resultaat | Prestatie |
| ----------------------------------------------------------------------- | ------------------------- | --------- | --- |
| Viktor Majgoerov                                                        | 10 km sprint (m)          | 7e        | 25.50,9 (+59,6) pen.: 0 (0 + 0) |
| Viktor Majgoerov                                                        | 12,5 km achtervolging (m) | 7e        | +1.20,5 pen.: 3 (2 + 0 + 1 + 0) |
| Viktor Majgoerov                                                        | 20 km (m)                 | Brons     | 51.40,6 (+37,3) pen.: 1 (0 + 0 + 1 + 0) |
| Pavel Rostovtsev                                                        | 10 km sprint (m)          | 6e        | 25.50,1 (+58,8) pen.: 1 (0 + 1) |
| Pavel Rostovtsev                                                        | 12,5 km achtervolging (m) | 5e        | +1.08,5 pen.: 2 (0 + 0 + 1 + 1) |
| Pavel Rostovtsev                                                        | 20 km (m)                 | 6e        | 52.33,5 (+1.30,2) pen.: 1 (0 + 1 + 0 + 0) |
| Sergej Rozjkov                                                          | 10 km sprint (m)          | 51e       | 27.39,8 (+2.48,5) pen.: 4 (3 + 1) |
| Sergej Rozjkov                                                          | 12,5 km achtervolging (m) | 27e       | +3.02,7 pen.: 1 (1 + 0 + 0 + 0) |
| Sergej Rozjkov                                                          | 20 km (m)                 | 12e       | 53.43,8 (+2.40,5) pen.: 0 (0 + 0 + 0 + 0) |
| Sergej Roesinov                                                         | 10 km sprint (m)          | 33e       | 27.04,3 (+2.13,0) pen.: 1 (0 + 1) |
| Sergej Roesinov                                                         | 12,5 km achtervolging (m) | 31e       | +3.39,9 pen.: 3 (0 + 2 + 0 + 1) |
| Sergej Tsjepikov                                                        | 20 km (m)                 | 8e        | 52.44,2 (+1.40,9) pen.: 1 (0 + 0 + 0 + 1) |
| Team Viktor Majgoerov Sergej Rozjkov Sergej Tsjepikov Pavel Rostovtsev  | 4x7,5 km estafette (m)    | 4e        | 1:24.54,4 (+1.12,1) pen.: 0-9 21.51,4 pen.: 0-0 (0-0 + 0-0) 20.56,5 pen.: 0-3 (0-2 + 0-1) 21.24,8 pen.: 0-2 (0-0 + 0-2) 20.41,7 pen.: 0-4 (0-1 + 0-3)  |
| Albina Achatova                                                         | 15 km (v)                 | 10e       | 49.06,1 (+1.37,0) pen.: 2 (2 + 0 + 0 + 0) |
| Anna Bogali                                                             | 7,5 km sprint (v)         | 18e       | 22.25,8 (+1.44,4) pen.: 2 (0 + 2) |
| Anna Bogali                                                             | 10 km achtervolging (v)   | 19e       | +2.32,3 pen.: 3 (0 + 0 + 1 + 2) |
| Svetlana Isjmoeratova                                                   | 7,5 km sprint (v)         | 19e       | 22.27,3 (+1.45,9) pen.: 2 (0 + 2) |
| Svetlana Isjmoeratova                                                   | 10 km achtervolging (v)   | 15e       | +1.42,6 pen.: 3 (0 + 0 + 2 + 1) |
| Svetlana Isjmoeratova                                                   | 15 km (v)                 | 8e        | 48.45,0 (+1.15,9) pen.: 2 (1 + 0 + 0 + 1) |
| Galina Koekleva                                                         | 7,5 km sprint (v)         | 6e        | 21.32,1 (+50,7) pen.: 0 (0 + 0) |
| Galina Koekleva                                                         | 10 km achtervolging (v)   | 5e        | +24,0 pen.: 3 (1 + 1 + 0 + 1) |
| Olga Pyljova                                                            | 7,5 km sprint (v)         | 8e        | 21.44,2 (+1.02,8) pen.: 1 (0 + 1) |
| Olga Pyljova                                                            | 10 km achtervolging (v)   | Goud      | 31.07,7 pen.: 1 (1 + 0 + 0 + 0) |
| Olga Pyljova                                                            | 15 km (v)                 | 4e        | 48.14,0 (+44,9) pen.: 2 (0 + 0 + 0 + 2) |
| Olga Zajtseva                                                           | 15 km (v)                 | 37e       | 52.26,2 (+4.57,1) pen.: 4 (1 + 0 + 1 + 2) |
| Team Olga Pyljova Galina Koekleva Svetlana Isjmoeratova Albina Achatova | 4x7,5 km estafette (v)    | Brons     | 1:29.19,7 (+1.24,7) pen.: 2-13 21.32,4 pen.: 0-2 (0-1 + 0-1) 23.05,8 pen.: 2-6 (0-3 + 2-3) 22.00,1 pen.: 0-2 (0-1 + 0-1) 22.41,4 pen.: 0-3 (0-1 + 0-2) |

### Bobsleeën
| Olympiër                                                                 | Discipline               | Resultaat | Prestatie                                       |
| ------------------------------------------------------------------------ | ------------------------ | --------- | ----------------------------------------------- |
| Aleksandr Zoebkov Dmitri Stepoesjkin                                     | 2-mansbob (m) Rusland I  | 18e       | 3.13,09 (+2,98) (48,71 / 48,16 / 48,15 / 48,07) |
| Jevgeni Popov Pjotr Makartsjoek                                          | 2-mansbob (m) Rusland II | 15e       | 3.12,71 (+2,60) (48,12 / 48,18 / 48,22 / 48,19) |
| Jevgeni Popov Pjotr Makartsjoek Sergej Goloebev Dmitri Stepoesjkin       | 4-mansbob (m) Rusland I  | 8e        | 3.09,15 (+1,64) (47,14 / 46,98 / 47,45 / 47,58) |
| Aleksandr Zoebkov Aleksej Selivjorstov Filipp Jegorov Aleksej Andrjoenin | 4-mansbob (m) Rusland II | 16e       | 3.10,15 (+2,64) (47,26 / 47,09 / 47,76 / 48,04) |
| Viktorija Tokovaja Kristina Bader                                        | 2-mansbob (v) Rusland I  | 8e        | 1.39,27 (+1,51) (49,72 / 49,55)                 |

### Curling
| Olympiër                                                                            | Discipline | Resultaat | Prestatie |
| ----------------------------------------------------------------------------------- | ---------- | --------- | --- |
| Olga Zjarkova Nkeiroeka Jezech Jana Nekrasova Anastasija Skoeltan Anjela Tiouvajeva | vrouwen    | 10e       | Groepsfase: 5- 8 Rusland - Duitsland 6- 7 Rusland - Zwitserland 6- 7 Rusland - Canada 5- 8 Rusland - Groot-Brittannië 7- 5 Rusland - Denemarken 4- 5 Rusland - Noorwegen 4-11 Rusland - Verenigde Staten 6- 7 Rusland - Japan 6- 9 Rusland - Zweden |

### Freestyleskiën
| Olympiër             | Discipline  | Resultaat | Prestatie                           |
| -------------------- | ----------- | --------- | ----------------------------------- |
| Vitali Gloesjtsjenko | moguls (m)  | 17e       | dnq (kwalificatie: 24,20 p.)        |
| Vladimir Tjoementsev | moguls (m)  | 27e       | dnq (kwalificatie: 18,42 p.)        |
| Vladimir Lebedev     | aerials (m) | 14e       | dnq (kwalificatie: 213,84 p.)       |
| Dmitri Archipov      | aerials (m) | 15e       | dnq (kwalificatie: 212,70 p.)       |
| Aleksandr Michajlov  | aerials (m) | 23e       | dnq (kwalificatie: 146,63 p.)       |
| Marina Tsjerkasova   | moguls (v)  | 9e        | 23,52 p. (kwalificatie: 22,44 p.)   |
| Jelena Vorona        | moguls (v)  | 11e       | 23,17 p. (kwalificatie: 22,35 p.)   |
| Olga Lazarenko       | moguls (v)  | 22e       | dnq (kwalificatie: 21,08 p.)        |
| Ljoedmila Dymtsjenko | moguls (v)  | 23e       | dnq (kwalificatie: 20,79 p.)        |
| Olga Koroljova       | aerials (v) | 4e        | 188,37 p. (kwalificatie: 161,52 p.) |
| Anna Zoekal          | aerials (v) | 6e        | 174,24 p. (kwalificatie: 169,19 p.) |
| Natalja Orechova     | aerials (v) | 7e        | 170,54 p. (kwalificatie: 169,53 p.) |

### Kunstrijden
| Olympiër                              | Discipline | Resultaat | Prestatie                                              |
| ------------------------------------- | ---------- | --------- | ------------------------------------------------------ |
| Aleksej Jagoedin                      | mannen     | Goud      | 1,5 p. (korte kür: 1 - lange kür: 1)                   |
| Jevgeni Pljoesjtsjenko                | mannen     | Zilver    | 4,0 p. (korte kür: 4 - lange kür: 2)                   |
| Alexander Abt                         | mannen     | 5e        | 7,5 p. (korte kür: 5 - lange kür: 5)                   |
| Irina Sloetskaja                      | vrouwen    | Zilver    | 3,0 p. (korte kür: 2 - lange kür: 2)                   |
| Maria Boetyrskaja                     | vrouwen    | 6e        | 8,5 p. (korte kür: 5 - lange kür: 6)                   |
| Viktoria Voltsjkova                   | vrouwen    | 9e        | 16,0 p. (korte kür: 12 - lange kür: 10)                |
| Jelena Berezjnaja Anton Sicharoelidze | paarrijden | Goud      | 1,5 p. (korte kür: 1 - lange kür: 1)                   |
| Tatjana Totmjanina Maksim Marinin     | paarrijden | 4e        | 6,0 p. (korte kür: 4 - lange kür: 4)                   |
| Maria Petrova Aleksej Tichonov        | paarrijden | 6e        | 9,0 p. (korte kür: 6 - lange kür: 6)                   |
| Irina Lobatsjeva Ilja Averboech       | ijsdansen  | Zilver    | 4,0 p. (verpl.1: 2 - verpl.2: 2 - org.: 2 - vrij: 2)   |
| Tatjana Navka Roman Kostomarov        | ijsdansen  | 10e       | 19,0 p. (verpl.1: 9 - verpl.2: 9 - org.: 9 - vrij: 10) |

### Langlaufen
| Olympiër                                                            | Discipline                       | Resultaat | Prestatie                                                                   |
| ------------------------------------------------------------------- | -------------------------------- | --------- | --------------------------------------------------------------------------- |
| Nikolaj Bolsjakov                                                   | 30 km vrije stijl massastart (m) | 7e        | 1:12.50,6 (+1.19,6)                                                         |
| Vitali Denisov                                                      | sprint (m)                       | 30e       | dnq, kwal.:2.59,21 (+9,14)                                                  |
| Vitali Denisov                                                      | 15 km klassiek (m)               | 7e        | 38.17,9 (+1.10,5)                                                           |
| Vitali Denisov                                                      | achtervolging 10 km+10 km (m)    | 5e        | +9,6 (klassiek:26.32,4 + vrije stijl:23.26,5)                               |
| Michail Ivanov                                                      | 15 km klassiek (m)               | 11e       | 38.51,3 (+1.43,9)                                                           |
| Michail Ivanov                                                      | 50 km klassiek (m)               | Goud      | 2:06.20,8                                                                   |
| Sergej Krjanin                                                      | 30 km vrije stijl massastart (m) | 8e        | 1:12.52,0 (+1.21,0)                                                         |
| Sergej Krjanin                                                      | 50 km klassiek (m)               | 24e       | 2:16.59,8 (+10.39,0)                                                        |
| Sergej Novikov                                                      | sprint (m)                       | 16e       | dnq, kwal.:2.54,35 (+4,28)                                                  |
| Sergej Novikov                                                      | 15 km klassiek (m)               | 10e       | 38.49,3 (+1.41,9)                                                           |
| Sergej Novikov                                                      | achtervolging 10 km+10 km (m)    | 16e       | +57,0 (klassiek:26.55,8 + vrije stijl:23.50,9)                              |
| Aleksej Prokoerorov                                                 | 50 km klassiek (m)               | 28e       | 2:18.30,4 (+12.09,6)                                                        |
| Aleksej Prokoerorov                                                 | achtervolging 10 km+10 km (m)    | 29e       | +1.36,3 (klassiek:27.24,5 + vrije stijl:24.01,2)                            |
| Vasili Rotsjev                                                      | sprint (m)                       | 28e       | dnq, kwal.:2.57,76 (+7,69)                                                  |
| Vasili Rotsjev                                                      | 15 km klassiek (m)               | 25e       | 39.42,1 (+2.34,7)                                                           |
| Dmitri Tisjkin                                                      | sprint (m)                       | 31e       | dnq, kwal.:2.59,40 (+9,33)                                                  |
| Dmitri Tisjkin                                                      | 30 km vrije stijl massastart (m) | 29e       | 1:15.10,2 (+3.39,2)                                                         |
| Vladimir Vilisov                                                    | 30 km vrije stijl massastart (m) | 15e       | 1:13.54,1 (+2.23,1)                                                         |
| Vladimir Vilisov                                                    | 50 km klassiek (m)               | 15e       | 2:14.37,5 (+8.16,7)                                                         |
| Vladimir Vilisov                                                    | achtervolging 10 km+10 km (m)    | 36e       | +1.56,5 (klassiek:27.21,3 + vrije stijl:24.24,4)                            |
| Team Sergej Novikov Michail Ivanov Vitali Denisov Nikolaj Bolsjakov | 4x10 km estafette (m)            | 6e        | 1:34.50,1 (+2.04,6) 25.17,6 24.14,3 22.34,9 22.43,3                         |
| Jelena Boeroechina                                                  | sprint (v)                       | 16e       | dnq, kf 2 (4e): 3.19,3, kwal.:3.17,26 (+4,50)                               |
| Jelena Boeroechina                                                  | 15 km vrije stijl massastart (v) | 13e       | 41.01,1 (+1.06,7)                                                           |
| Joelia Tsjepalova                                                   | sprint (v)                       | Goud      | Finale: 3.10,6, hf 2 (1e): 3.18,2, kf 3 (2e): 3.14,9, kwal.:3.13,03 (+0,27) |
| Joelia Tsjepalova                                                   | 10 km klassiek (v)               | Zilver    | 28.09,9 (+4,3)                                                              |
| Joelia Tsjepalova                                                   | 15 km vrije stijl massastart (v) | Brons     | 40.02,7 (+8,3)                                                              |
| Joelia Tsjepalova                                                   | 30 km klassiek (v)               | 9e        | 1:35.37,4 (+4.40,3)                                                         |
| Joelia Tsjepalova                                                   | achtervolging 5 km+5 km (v)      | 4e        | +1,4 (klassiek:13.30,0 + vrije stijl:11.41,3)                               |
| Olga Danilova                                                       | 10 km klassiek (v)               | dq        | disk. doping (28.08,1)                                                      |
| Olga Danilova                                                       | 30 km klassiek (v)               | dq        | disk. doping (1:33.44,1)                                                    |
| Olga Danilova                                                       | achtervolging 5 km+5 km (v)      | dq        | disk. doping (24.52,1) (klassiek:12.58,7 + vrije stijl:11.54,1)             |
| Nina Gavriljoek                                                     | sprint (v)                       | 20e       | dnq, kwal.:3.20,02 (+7,26)                                                  |
| Nina Gavriljoek                                                     | achtervolging 5 km+5 km (v)      | 5e        | +3,6 (klassiek:13.26,8 + vrije stijl:11.47,5)                               |
| Larisa Lazoetina                                                    | 10 km klassiek (v)               | dq        | disk. doping (28.21,6)                                                      |
| Larisa Lazoetina                                                    | 15 km vrije stijl massastart (v) | dq        | disk. doping (39.56,2)                                                      |
| Larisa Lazoetina                                                    | 30 km klassiek (v)               | dq        | disk. doping (1:29.09,0)                                                    |
| Larisa Lazoetina                                                    | achtervolging 5 km+5 km (v)      | dq        | disk. doping (24.59,0) (klassiek:12.58,9 + vrije stijl:12.01,0)             |
| Ljoebov Jegorova                                                    | sprint (v)                       | 11e       | dnq, kf 3 (3e): 3.16,0, kwal.:3.18,46 (+5,70)                               |
| Ljoebov Jegorova                                                    | 10 km klassiek (v)               | 5e        | 28.50,7 (+45,1)                                                             |
| Olga Zavjalova                                                      | 15 km vrije stijl massastart (v) | 11e       | 40.53,3 (+58,9)                                                             |
| Olga Zavjalova                                                      | 30 km klassiek (v)               | 19e       | 1:37.47,4 (+6.50,3)                                                         |

### Noordse combinatie
| Olympiër                                                                  | Discipline      | Resultaat | Prestatie |
| ------------------------------------------------------------------------- | --------------- | --------- | --- |
| Aleksej Barannikov                                                        | individueel (m) | 23e       | +4.55,6 — schans: 227,0 p — 15 km: 40.44,3                                                                                         |
| Aleksej Tsvetkov                                                          | individueel (m) | 27e       | +5.16,5 — schans: 212,0 p — 15 km: 39.50,2                                                                                         |
| Aleksej Fadejev                                                           | individueel (m) | 31e       | +5.37,3 — schans: 214,5 p — 15 km: 40.24,0                                                                                         |
| Vladimir Lysenin                                                          | individueel (m) | 35e       | +6.09,8 — schans: 195,0 p — 15 km: 39.18,5                                                                                         |
| Team Aleksej Fadejev Aleksej Tsvetkov Vladimir Lysenin Aleksej Barannikov | team (m)        | dnf       | opgave schans: 224,0 p — 5 km: 0.00,0 schans: 194,0 p — 5 km: 0.00,0 schans: 177,5 p — 5 km: 0.00,0 schans: 225,5 p — 5 km: 0.00,0 |

### Rodelen
| Olympiër                        | Discipline | Resultaat | Prestatie                                             |
| ------------------------------- | ---------- | --------- | ----------------------------------------------------- |
| Albert Demtsjenko               | mannen     | 5e        | 2.58,996 (+1,055) (44,756 / 44,732 / 44,534 / 44,974) |
| Viktor Knejb                    | mannen     | 20e       | 3.00,265 (+2,324) (45,333 / 45,034 / 44,796 / 45,102) |
| Aleksandr Gorlatsjev            | mannen     | 21e       | 3.00,568 (+2,627) (45,156 / 45,131 / 45,010 / 45,271) |
| Margarita Klimenko              | vrouwen    | 14e       | 2.55,560 (+3,096) (43,889 / 43,951 / 43,920 / 43,800) |
| Anastasia Antonova              | vrouwen    | 15e       | 2.55,669 (+3,205) (44,034 / 43,840 / 43,967 / 43,828) |
| Anastasija Skoelkina            | vrouwen    | 27e       | 2.58,855 (+6,391) (44,657 / 44,464 / 44,934 / 44,800) |
| Danil Tsjaban Jevgeni Zykov     | dubbel     | 13e       | 1.27,586 (+1,504) (43,691 / 43,895)                   |
| Michail Koezmitsj Joeri Veselov | dubbel     | 14e       | 1.27,659 (+1,577) (43,815 / 43,844)                   |

### Schaatsen
| Olympiër             | Discipline   | Resultaat | Prestatie                     |
| -------------------- | ------------ | --------- | ----------------------------- |
| Dmitri Dorofejev     | 500 m (m)    | 18e       | 1.10,75 (+1,52) — 35,48+35,27 |
| Aleksandr Kibalko    | 1500 m (m)   | 22e       | 1.47,63 (+3,68)               |
| Sergej Klevtsjenja   | 500 m (m)    | 13e       | 1.10,28 (+1,05) — 35,10+35,18 |
| Sergej Klevtsjenja   | 1000 m (m)   | 9e        | 1.08,41 (+1,23)               |
| Joeri Kochanets      | 5000 m (m)   | 27e       | 6.36,48 (+21,82)              |
| Jevgeni Lalenkov     | 1000 m (m)   | 23e       | 1.09,55 (+2,37)               |
| Jevgeni Lalenkov     | 1500 m (m)   | 10e       | 1.45,97 (+2,02)               |
| Dmitri Lobkov        | 500 m (m)    | 11e       | 1.10,10 (+0,87) — 35,09+35,01 |
| Dmitri Lobkov        | 1000 m (m)   | 18e       | 1.09,20 (+2,02)               |
| Vadim Sajoetin       | 1500 m (m)   | 37e       | 1.49,45 (+5,50)               |
| Vadim Sajoetin       | 5000 m (m)   | 25e       | 6.35,33 (+20,67)              |
| Dmitri Sjepel        | 1500 m (m)   | 11e       | 1.45,98 (+2,03)               |
| Dmitri Sjepel        | 5000 m (m)   | 4e        | 6.21,85 (+7,19)               |
| Dmitri Sjepel        | 10.000 m (m) | 6e        | 13.23,83 (+24,91)             |
| Varvara Barysjeva    | 1000 m (v)   | 20e       | 1.16,49 (+2,66)               |
| Varvara Barysjeva    | 1500 m (v)   | 10e       | 1.56,44 (+2,42)               |
| Varvara Barysjeva    | 3000 m (v)   | 14e       | 4.08,02 (+10,32)              |
| Varvara Barysjeva    | 5000 m (v)   | 5e        | 6.56,97 (+10,06)              |
| Svetlana Zjoerova    | 500 m (v)    | 7e        | 1.15,64 (+0,89) — 37,55+38,09 |
| Svetlana Zjoerova    | 1000 m (v)   | 11e       | 1.15,02 (+1,19)               |
| Svetlana Kajkan      | 500 m (v)    | 10e       | 1.16,31 (+1,56) — 38,05+38,26 |
| Svetlana Kajkan      | 1000 m (v)   | 23e       | 1.16,93 (+3,10)               |
| Tatjana Trapeznikova | 1500 m (v)   | 17e       | 1.59,00 (+4,98)               |
| Tatjana Trapeznikova | 3000 m (v)   | 15e       | 4.08,49 (+10,79)              |
| Valentina Jaksjina   | 1500 m (v)   | 18e       | 1.59,28 (+5,26)               |
| Valentina Jaksjina   | 3000 m (v)   | 17e       | 4.11,48 (+13,78)              |
| Valentina Jaksjina   | 5000 m (v)   | 11e       | 7.08,42 (+21,51)              |

### Schansspringen
| Olympiër            | Discipline              | Resultaat | Prestatie                                                                                |
| ------------------- | ----------------------- | --------- | ---------------------------------------------------------------------------------------- |
| Aleksandr Belov     | normale schans ind. (m) | 54e       | kwalificatie 42e — uitgeschakeld: 79,0 p. (88,5 m)                                       |
| Aleksandr Belov     | grote schans ind. (m)   | 50e       | 66,7 p. — 66,7 p. (96,5 m) + dnq kwalificatie 34e — 105,0 p. (83,0 m)                    |
| Ildar Fatkoellin    | normale schans ind. (m) | 53e       | kwalificatie 41e — uitgeschakeld: 79,5 p. (89,0 m)                                       |
| Ildar Fatkoellin    | grote schans ind. (m)   | 35e       | 103,1 p. — 103,1 p. (114,5 m) + dnq kwalificatie 13e — 113,5 p. (102,3 m)                |
| Anton Kalinitsjenko | grote schans ind. (m)   | 61e       | kwalificatie 47e — uitgeschakeld: 93,5 p. (61,3 m)                                       |
| Valeri Kobelev      | normale schans ind. (m) | 29e       | 224,5 p. — 111,0 p. (88,5 m) + 113,5 p. (90,0 m) kwalificatie 5e — 92,0 p. (118,0 m)     |
| Valeri Kobelev      | grote schans ind. (m)   | 17e       | 231,5 p. — 115,3 p. (121,0 m) + 116,2 p. (121,5 m) kwalificatie 11e — 114,5 p. (103,6 m) |
| Aleksej Silajev     | normale schans ind. (m) | 60e       | kwalificatie 48e — uitgeschakeld: 74,0 p. (56,0 m)                                       |

### Shorttrack
| Olympiër           | Discipline | Resultaat | Prestatie                                                    |
| ------------------ | ---------- | --------- | ------------------------------------------------------------ |
| Natalja Dmitrijeva | 500 m (v)  | 20e       | dnq, vr 3 (3e): 46,574                                       |
| Natalja Dmitrijeva | 1000 m (v) | 24e       | dnq, vr 2 (3e): 1.50,132                                     |
| Natalja Dmitrijeva | 1500 m (v) | 21e       | dnq, vr 2 (5e): 2.29,086                                     |
| Nina Jevtejeva     | 500 m (v)  | 19e       | dnq, vr 6 (3e): 46,180                                       |
| Nina Jevtejeva     | 1000 m (v) | 15e       | dnq, kf 1 (4e): 1.36,519, vr 3 (2e): 1.46,673                |
| Nina Jevtejeva     | 1500 m (v) | 10e       | B-finale: 2.32,666, hf 3 (3e): 2.32,759, vr 3 (2e): 2.32,970 |

### Skeleton
| Olympiër               | Discipline | Resultaat | Prestatie                     |
| ---------------------- | ---------- | --------- | ----------------------------- |
| Konstantin Aladasjvili | mannen     | 22e       | 1.45,59 (+3,63) — 52,92+52,67 |
| Jekaterina Mironova    | vrouwen    | 7e        | 1.45,95 (+0,84) — 52,97+52,98 |

### Snowboarden
| Olympiër            | Discipline               | Resultaat | Prestatie                                                                             |
| ------------------- | ------------------------ | --------- | ------------------------------------------------------------------------------------- |
| Marija Tichvinskaja | parallelreuzenslalom (v) | 15e       | kwalificatie: 42,97 (15e) ronde 1: verliest van Karine Ruby, FRA (+2.07)(+0.82) +2.89 |

### IJshockey
| Olympiër | Discipline | Resultaat | Prestatie |
| --- | ---------- | --------- | --- |
| Danny Markov Aleksej Kovaljov Vladimir Malachov Aleksej Zjamnov Sergej Gontsjar Darius Kasparaitis Pavel Datsjoek Igor Kravtsjoek Oleg Tverdovski Pavel Boere Igor Larionov Sergej Fjodorov Aleksej Jasjin Nikolaj Chabiboelin Boris Mironov Sergej Samsonov Valeri Boere Maksim Afinogenov Ilja Kovaltsjoek Andrej Nikolisjin Oleg Kvasja Jegor Podomatski (reserve) Ilja Bryzgalov (reserve) | mannen     | Brons     | Hoofdronde groep D: 6- 4 Rusland - Wit-Rusland 2- 2 Rusland - Verenigde Staten 1- 3 Rusland - Finland Kwartfinale: 1- 0 Rusland - Tsjechië Halve finale: 2- 3 Rusland - Verenigde Staten Bronzen finale: 7- 2 Rusland - Wit-Rusland |
| Marija Barykina Jelena Bobrova Tatjana Boerina Jelena Bjalkovskaja Irina Gasjennikova Joelija Gladysjeva Alena Chomitsj Larisa Misjina Jekaterina Pasjkevitsj Olga Permjakova Kristina Petrovskaja Olga Savenkova Zjanna Sjtsjeltsjkova Jekaterina Smolentseva Tatjana Sotnikova Svetlana Terentjeva Svetlana Trefilova Oksana Tretjakova Tatjana Tsareva                                      | vrouwen    | 5e        | Voorronde groep A: 2- 3 Rusland - Zweden 0- 7 Rusland - Canada 4- 1 Rusland - Kazachstan Wedstrijd om 5e t/m 8e plaats: 4- 1 Rusland - China Wedstrijd om de 5e plaats: 5- 1 Rusland - Duitsland                                    |

Amerikaanse Maagdeneilanden · Andorra · Argentinië · Armenië · Australië · Azerbeidzjan · België · Bermuda · Bosnië en Herzegovina · Brazilië · Bulgarije · Canada · Chili · China · Chinees Taipei · Costa Rica · Cyprus · Denemarken · Duitsland · Estland · Fiji · Finland · Frankrijk · Georgië · Griekenland · Groot-Brittannië · Hongarije · Hongkong · Ierland · IJsland · India · Iran · Israël · Italië · Jamaica · Japan · Joegoslavië · Kameroen · Kazachstan · Kenia · Kirgizië · Kroatië · Letland · Libanon · Liechtenstein · Litouwen · Macedonië · Mexico · Moldavië · Monaco · Mongolië · Nederland · Nepal · Nieuw-Zeeland · Noorwegen · Oekraïne · Oezbekistan · Oostenrijk · Polen · Roemenië · Rusland · San Marino · Slovenië · Slowakije · Spanje · Tadzjikistan · Thailand · Trinidad en Tobago · Tsjechië · Turkije · Venezuela · Verenigde Staten · Wit-Rusland · Zuid-Afrika · Zuid-Korea · Zweden · Zwitserland

Uitgesloten van deelname: Puerto Rico